# Não fofoque!
 Не болтай (em português:  Não fofoque!) é um cartaz soviético de 1941, criado pelos artistas Nina Vatolina e Nikolai Denisov. Ele é um dos mais famosos pôsteres da Segunda Guerra Mundial com tema "homefront" . Tornou-se altamente difundido na arte de pôsteres do período soviético e pós-soviético.

## História
O cartaz foi criado no verão de 1941. A autora do cartaz, a artista Nina Vatolina, em entrevista concedida ao Komsomolskaya Pravda em 11 de novembro de 2000, assim descreveu as razões e motivos para sua criação: “Foi uma época trágica, e o cartaz foi criado para ajudar a sobreviver na luta contra um inimigo mortal. Este foi um trabalho muito sincero.” Das memórias de N.Vatolina: "Um dia, nos dias de julho, Elena Valerianovna Povolotskaya me disse na redação:"Faça este pôster." Ela colocou o dedo nos lábios e me olhou severamente: "Precisamos conversar menos agora..." Desenhei esta mulher de lenço vermelho, uma vizinha idosa - mãe de dois soldados ... O cartaz foi generosamente colado em todo o país ".